# Simulium marocanum
Simulium marocanum es una especie de insecto del género Simulium, familia Simuliidae, orden Diptera.
Fue descrita científicamente por Bouzidi & Giudicelli, 1988.